# 擴展工業標準結構

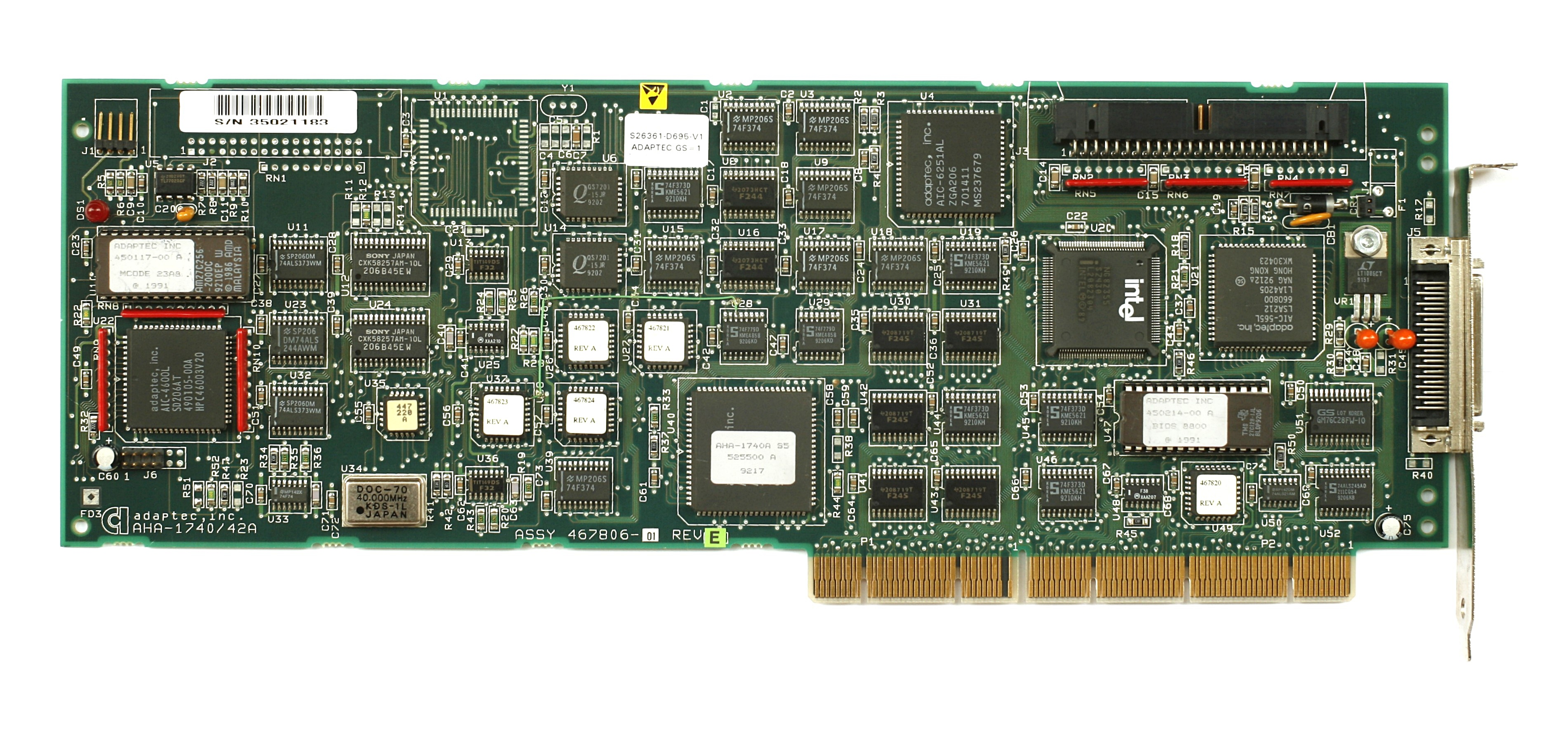
一个SCSI控制器 (Adaptec AHA-1740).

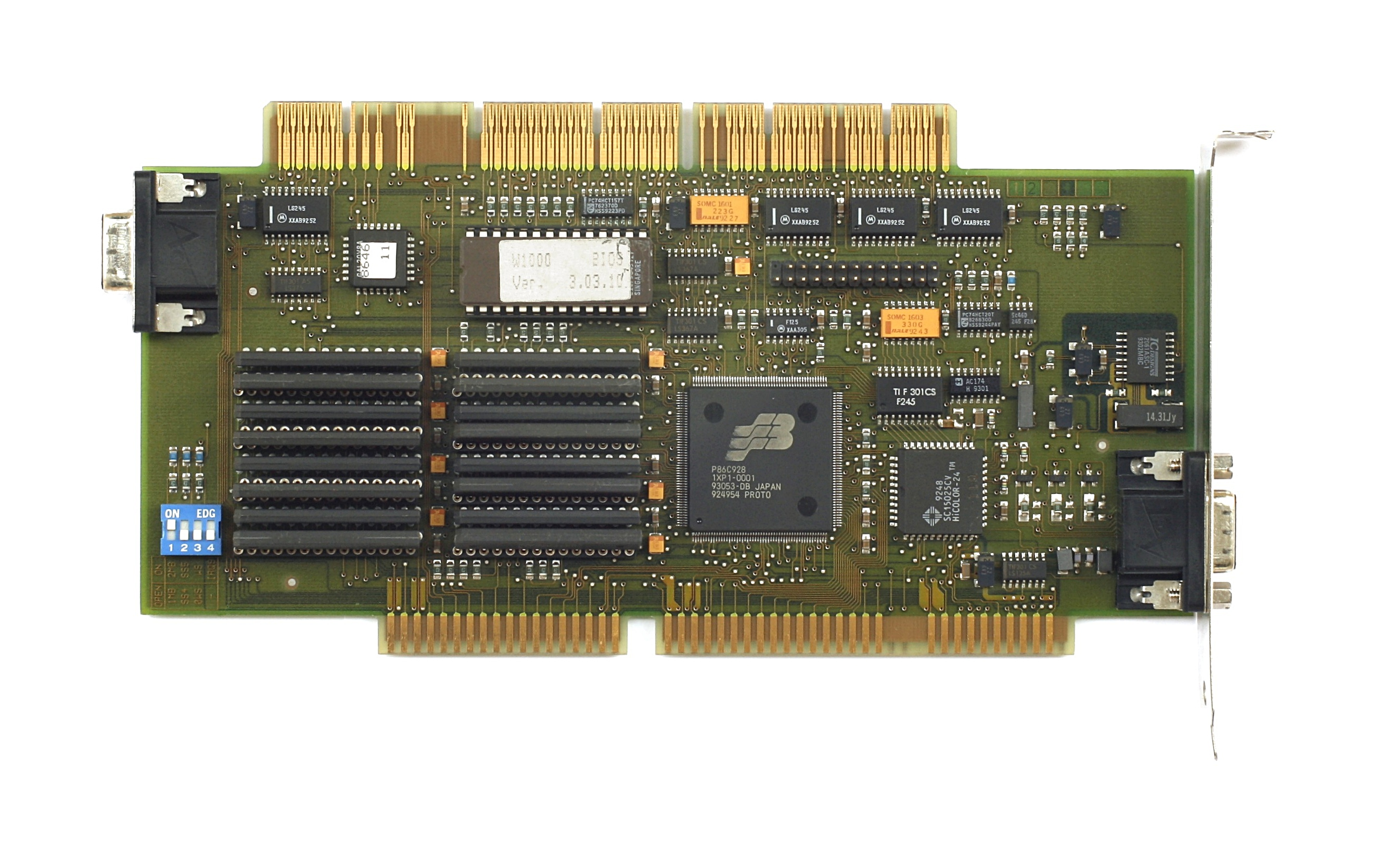
ELSA Winner 1000 for ISA and EISA.

擴展工業標準結構 （英文：Enhanced Industry Standard Architecture，常稱EISA）是一個為IBM個人電腦適用計算機定製的總線標準。 它於1988年九月由一個PC供應商組成的聯營企業（Gang of Nine）發佈，用来同IBM在PS/2上使用的专有的微通道結構（MCA）竞争。
EISA將AT總線擴展到了32字節並支援多個處理器共享一個總線。總線控制支援也同時被提昇到了可訪問4吉字節的記憶體。異於微通道結構，EISA支援更早的XT總線結構和ISA端口—EISA的插槽和線纜包含了ISA。
EISA憑藉天生的MCA專利權得到了廣大製造商的支援，連IBM也推出了幾台帶EISA支援的主機。他的授權費雖低於MCA，但仍顯昂貴，所以沒有在桌面電腦領域得以有太大作為。然而，它在伺服器市場還是相當的成功，因為它更擔負得起高帶寬要求的任務，如磁盤存取和聯網。而大部分用了EISA口的集成卡不是網卡就是SCSI卡。EISA在一些非IBM兼容的主機上也得到了支援，如AlphaServer, HP9000-D, SGI Indigo 2 和 MIPS Magnum。
等到市場對高帶寬、廣兼容的接口有了真正強烈的需求時，VESA本地總線和更晚面世的PCI卻已將EISA擠出了市場。

## 歷史
原始的IBM PC帶有五個8比特的插口，頻率都是4.77兆赫的。1984年問世的PC/AT有三個8比特的插口和五個16比特的。舊版本的電腦里它們全都是6兆赫的，而在最後一個版本里則都是8兆赫的。16比特的接口向下支援8比特的，所以絕大多數8比特集成卡能用於16比特的接口裡，繼續用8比特來工作。（可是有些卡特意在邊上支出來一塊讓你插不進去16比特的口，只能插進8比特的）IBM PC（和那些後來的跟隨者）成功的主要原因之一就是開放而有力的第三方集成卡擴展性。IBM受到限制拿不到這些接口的授權，就索性廣泛地發佈了它的重要技術指標。
隨著PC-clone行業在20世紀80年代中末期保持其勁頭，此總線的幾個弊端開始顯現。首先，由於AT總線並非由是哪個集團把握的標準，也就沒有誰能管得了一個製造商去改它。而當時一個常見的問題是，隨著PC-clone越來越常見，PC製造商們開始了處理器速度競賽來讓自己不被淘汰。很不幸，ISA總線一開始就被同CPU時鐘鎖在了一起，這就導致了有些286主機裡的ISA總線超頻運行（高達10、12甚至16兆赫）。實際上，第一個讓ISA總線在8兆赫運行的系統是turbo 8088。此舉導致了諸多不兼容問題，使得一些標準的為8/4.77兆赫總線設計的、第三方的IBM兼容集成卡無法在更高的頻率系統下運行（或運行得很不可靠）。儘管大多數製造商最終將總線從CPU時鐘解鎖，但仍無一個確定的行業標準。
AT總線在PC裡的存在是如此之頑固，以致於沒有那個製造商得以有力量去自己創造一個標準化的替代品，也沒什麼說得過去的理由讓他們合作製定一個新標準。正因如此，當第一架386架構的主機（康柏 Deskpro 386）在1986年問世時，它還是選擇支援了16比特接口。其他的386PC選擇跟隨，於是AT總線（很快被更名為ISA）得以繼續作為大多數架構的一部分。這種情況一直持續到20世紀90年代晚期。有些386架構還帶有有專利的32比特ISA總線擴展接口。與此同時，IBM開始陷入失去對於自己所創造的這個行業的掌控的擔憂。1987年，IBM發佈了計算機PS/2匯流排。這個標準向下兼容MCA總線。MCA（微通道結構）包含了大量的相對於16比特AT總線的改進，包括總線控制、極速模式、可軟修改的資源以及對32比特的支援。然而，為了重建統治地位，IBM為它申請了專利，並苛以嚴格的授權和版稅協議。倒是有幾個製造商生產出了正版MCA接口的機器（其中包括NCR）但是總的看來，IBM的限制擋住了MCA的腳步。
作為回應，一群以康柏為首的PC製造商（Gang of Nine），研發了一種新的總線標準，定名為擴展工業標準結構，即EISA。（工業標準結構，即ISA這一名字後常指AT總線的16比特版本）這個標準實際上提供了微通道結構的全部技術性優點，而且還兼容現存的8比特和16比特集成卡（這對製造商而言是重中之重），授權費用還極為便宜。首款問世的帶EISA的主機是康柏Deskpro 486和SystemPro。後者作為首款PC風格的伺服器，簡直就是為了將EISA的優勢發揮得淋漓盡致而生的。它提供了包括多線程處理、硬件磁碟冗餘陣列（RAID）和總線控制網卡。
有趣的是, EISA标准带来的好处之一便是一个可与ISA标准卡互通的接口, 这样一来, 即使那些未装置EISA的系统也从EISA标准化中得到了好处, 而这反过来又促进了EISA的生命期.

## Gang of Nine[註 1]
“Gang of Nine”{{是一个合作創建EISA总线的个人电脑製造商联盟的非正式名称。竞争对手认为康柏电脑为此联盟的领导者。
這些公司是：
- AST Research
- Compaq Computer
- Epson
- Hewlett-Packard
- NEC
- Olivetti
- Tandy
- WYSE
- Zenith Data Systems

## 技術指標
| 線程寬                | 32 bit                             |
| 適用於                | 8 bit ISA, 16 bit ISA, 32 bit EISA |
| 針腳數                | 98 + 100 inlay                     |
| Vcc                   | +5 V, −5 V, +12 V, −12 V           |
| 時鐘頻率              | 8.33 MHz                           |
| 理論數據速率 (32 bit) | 约 33 MB/s (8.33 MHz × 4 bytes)    |
| 可用數據速率 (32 bit) | 约 20 MB/s                         |

儘管同MCA比較時EISA表現稍次, EISA卻繼承了MCA幾乎全部的技術性優點.

## 行業認可度
擴展工業標準結構的成功遠超預計。使得許多包括"Gang of Nine"在內的製造商調查了使用微通道結構(MCA)的可行性。

## 外部連結
- The Intel EISA chipset explained （页面存档备份，存于）
- EISA bus technical summary
- Intel EISA Controllers （页面存档备份，存于）
- Intel 82350 EISA chip family  （页面存档备份，存于）

本條目部分或全部内容出自以GFDL授權發佈的《自由線上電腦詞典》（FOLDOC）。